# Georges de Créqui-Montfort de Courtivron
Henri Marie Georges Le Compasseur de Créqui-Montfort de Courtivron (ur. 27 września 1877 w Sainte-Adresse, zm. 4 kwietnia 1966 w Neuilly-sur-Seine) – francuski markiz, badacz i strzelec, olimpijczyk. 

## Życiorys
Dwukrotny uczestnik igrzysk olimpijskich (IO 1912, IO 1924). Na igrzyskach w Sztokholmie był dwukrotnie 6. w konkurencjach drużynowych (pistolet pojedynkowy z 30 m i trap). Indywidualnie najwyższą lokatę osiągnął w pistolecie pojedynkowym z 30 m, w którym był na 26. pozycji. Na igrzyskach w 1924 roku ponownie zajął 26. miejsce, tym razem w pistolecie szybkostrzelnym z 25 m. 
Zajmował się geografią i antropologią. Prowadził liczne badania etnograficzne i archeologiczne. W latach 1928–1958 przewodniczący Société des américanistes, był również wśród założycieli Société préhistorique française (1904). Za swą działalność został wyróżniony złotym medalem przez Société de Géographie (najstarsze na świecie towarzystwo geograficzne).

## Wyniki

### Igrzyska olimpijskie
| Igrzyska       | Konkurencja                           | Wynik                             | Miejsce | Źródło |
| -------------- | ------------------------------------- | --------------------------------- | ------- | ------ |
| Sztokholm 1912 | Pistolet pojedynkowy, 30 m            | 229 pkt.                          | 26      | [ 3 ]  |
| Sztokholm 1912 | Pistolet pojedynkowy, 30 m, drużynowo | 1041 pkt. (druż.) 259 pkt. (ind.) | 6       | [ 4 ]  |
| Sztokholm 1912 | Trap                                  | 36 pkt. (15–21)                   | 35      | [ 5 ]  |
| Sztokholm 1912 | Trap, drużynowo                       | 90 pkt. (druż.) 15 pkt. (ind.)    | 6       | [ 6 ]  |
| Paryż 1924     | Pistolet szybkostrzelny, 25 m         | 16 pkt.                           | 26      | [ 7 ]  |